# 約束 (經典力學)
在經典力學裏，物體的運動必須遵守牛頓運動定律。除此以外，每一個物理系統時常會有一些約束（英語：constraint），物體的運動也必須遵守這些約束。例如，簡單擺系統的約束是擺繩的長度是常數，擺錘與支撐點的距離必須是這長度。除非水瓶破了，一個封閉的水瓶裏的水分子，絕對不能運動到水瓶的外面。這些約束使物理系統的特性呈現出來。要分析一個物理系統，必須了解這系統裏的約束。
因為約束的作用，在分析物體的運動上，會遇到一些新的困難：
- 許多描述物體運動的位置不再互相獨立。如果這約束是完整約束，可以用廣義坐標來除去一些相關的位置。如果整個系統是完整系統，可以用獨立的廣義坐標來表示這個系統的運動。通常，可以找到相關的形式論來分析這個系統的運動。
- 假若一個物體的運動因為約束而改變，則必定有一個關於這約束的力作用於這物體上；不然，這物體的運動不會改變。稱此力為約束力。一般而言，事先並不知道約束力的值量。如果能將一個系統所有的廣義坐標都轉換成互不相關的廣義坐標，那麼，不需要知道約束力，就可以求得物體的運動方程式了[1]。

## 類型
- 約束可以分類為完整約束及非完整約束。完整約束可用方程式表示為：

{\displaystyle f(\mathbf {r} _{1},\ \mathbf {r} _{2},\ \mathbf {r} _{3},\ \dots ,\ \mathbf {r} _{N},\ t)=0}
即任意时刻粒子位置符合对应时刻的确定几                    何关系。
其中{\displaystyle f\,\!}為每一粒子{\displaystyle P_{i}} 之位置{\displaystyle \mathbf {r} _{i}\,\!}和時間 {\displaystyle t\,\!} 之函數。
若一約束不能夠通过积分或其他变换表示为上述形式，則稱此約束為非完整約束。
- 約束又可分為定常約束（也称为“稳定约束”）、非定常約束兩種類型：定常約束的方程式顯性不含時間[2]；若約束方程式顯性含時間，則稱此約束為非定常約束。

- 在分析力学中，还有理想约束和非理想约束的概念。理想约束指物体在这些约束力的作用下虚功为零。这时可以较方便地利用虚功原理对平衡体系进行力学分析。

## 參閱
- 拉格朗日力學
- 哈密頓力學
- 達朗貝爾原理
- 普法夫約束